# 蓋瑞住宅
蓋瑞住宅（英語：Gehry Residence，又譯蓋瑞之家）是建築設計師法蘭克·蓋瑞的家。此建築起初僅爲蓋瑞設計的一擴建項目，圍繞著現存荷蘭殖民地風格住宅建造。其使用了非常規的建築材料建造，譬如鏈式柵欄和波紋鋼。它有時被認爲是最早的解構主義建築之一，儘管此説法得到了蓋瑞的否認。
該住宅現位於加利福尼亚州圣莫尼卡，1977年，弗蘭克·蓋瑞與貝塔·蓋瑞在此地買下了一棟始建於1920年的粉紅色平房。蓋瑞希望使用自己曾使用的材料，譬如鋼、胶合板、鏈式柵欄以及木質框架來建造。1978年，他選擇使用新型外墻包裹整個房子，同時保留房子舊的樣貌。他幾乎沒有觸及後部以及南部的外墻，而選擇在房子的其他側面添加傾斜的玻璃立方體。然而蓋瑞的許多鄰居卻對出現在他們附近的此類獨特的建築而感到不滿。
直至2016年，蓋瑞仍然擁有這棟房子，儘管他已近乎完成了可俯瞰鄉村峽谷的建築，但他仍計劃將自己的家安置于聖莫尼卡的房子。

## 外部鏈接
- Photographs of exterior of Gehry Residence （页面存档备份，存于）